# Нельс, Софья Марковна
Софья Марковна Нельс (урождённая Кацнельсон; 30 января [11 февраля] 1899, Полоцк — 1978) — советский театровед и литературовед. Кандидат филологических наук.

## Биография
В 1922 г. окончила историко-филологический факультет Московского университета. В 1920—1930-е годы сотрудничала в Российской ассоциации пролетарских писателей. В 1944 г. защитила кандидатскую диссертацию.
Член Союза писателей СССР.

## Творчество
Печаталась с 1929 г. Писала о сатирических жанрах в советской литературе, о творчестве отдельных писателей. Автор книг о театре, статей в журналах «Советский театр», «Театр», «Искусство», «Знамя» и других, а также статей в Литературной энциклопедии.

### Избранные труды
- Нельс С. М. Андреев-Бурлак. — М.: Искусство, 1971. — 288 с. — (Корифеи русской и зарубежной сцены). — 35 000 экз.
- Нельс С. «Два веронца» [в театре Революции] // Театр. — 1938. — № 4. — С. 36-42[4].
- Нельс С. «Гамлет» в Горьковском театре // Театр. — 1937. — № 5. — С. 141—145[4].
- Нельс С. Идейно-художественные пути советской прозы // Знамя. — 1947. — № 6[5][6].
- Нельс С. Из истории постановок Шекспира на сцене западноевропейского театра (XX век) // Шекспировский сборник / Ред. А. А. Аникст, А. Л. Штейн. — М.: ВТО, 1959[4].
- Нельс С. М. «Комический мученик»: (К вопросу о значении образа приживальщика и шута в творчестве Достоевского) // Русская литература. — 1972. — № 2. — С. 125—133[7].
- Нельс С. От героики революции к героизму социалистических будней // Октябрь. — 1938. — № 7[5].
- Нельс С. «Отелло» в театре им. Руставели // Театр. — 1938. — № 1. — С. 139—150[4].
- Нельс С. «Отелло» на московской сцене [Малого и Реалистического театров] // Советский театр. — 1930. — № 4-5. — С. 16-21[4].
- Нельс С. Романтическая ирония в критике буржуазного мира : (А. А. Блок) // Красная новь. — 1931. — № 10—11[5].
- Нельс С. Сатира В. Маяковского // Пролёт. лит-ра. — 1931. — № 4[5].
- Нельс С. Сатира М. Кольцова // Лит. учёба. — 1938. — № 11[5].
- Нельс С. М. Творчество А. А. Фадеева. — М.; Л.: Гос. учеб. педагог. изд., 1932. — 64 с. — (Писатели СССР : Лит.-критич. б-ка). — 5000 экз.
- Нельс С. Трагедия короля Лира в трактовке Михоелса (К постановке «Короля Лира» в Госете) // Красная новь. — 1935. — № 6. — С. 193—198[4].
- Нельс С. «Укрощение строптивой» в Центральном театре Красной армии // Театр. — 1938. — № 12. — С. 73-79[4].
- Нельс С. Шекспир и европейская культура // Театр. — М., 1941. — № 4. (Гёте о Шекспире. Интерпретация образов Лира и Гамлета актёрами XIX века. Макс Рейнгардт и Гордон Крэг)[8]
- Нельс С. Шекспир и советский театр // Октябрь. — 1941. — № 4. — С. 186—203[4].
- Нельс С. М. Шекспир на советской сцене. — М.: Искусство, 1960. — 506 с. — 3000 экз.
- Смех Пушкина (II пол. 1930-х)[9]